# Tomasz Komornicki (gleboznawca)
Tomasz Komornicki (ur. 21 lipca 1916 w Krakowie, zm. 25 stycznia 1994 tamże) – polski gleboznawca i nauczyciel akademicki Uniwersytetu Jagiellońskiego.

## Życiorys
Urodził się w rodzinie Stefana, i Marii z Goetz-Okocimskich. Ukończył gimnazjum im. B. Nowodworskiego w Krakowie. Od 1934 do 1938 roku studiował na Wydziale Rolniczym Uniwersytetu Jagiellońskiego (UJ) (obecnie Uniwersytet Rolniczy im. Hugona Kołłątaja w Krakowie). Po ukończeniu studiów odbył roczną służbę wojskową w Szkole Podchorążych Rezerwy Artylerii we Włodzimierzu Wołyńskim, a następnie otrzymał skierowanie na trzymiesięczną praktykę do 7 Dywizjonu Wielkopolskiej Artylerii Konnej. We wrześniu 1939 roku brał udział w bitwie nad Bzurą i w obronie Warszawy. 
Po zakończeniu działań frontowych powrócił do Krakowa i od października do końca listopada 1939 roku pracował jako asystent-wolontariusz w Zakładzie Uprawy Roślin UJ. W czasie okupacji administrował lasami w Kolbuszowskim i prowadził dzierżawiony majątek w Iwoniczu. W 1944 roku przyjął propozycję profesora Franciszka Górskiego pracy w tajnym uniwersytecie. Po opuszczeniu Krakowa przez Wehrmacht zgłosił się na Wydziale Rolniczym UJ i wkrótce po otwarciu Uniwersytetu podjął od stycznia 1945 roku pracę w kierowanej przez profesora Juliana Tokarskiego Katedrze Gleboznawstwa. Promocję doktora rolnictwa otrzymał w 1950 roku na podstawie rozprawy Cztery profile gleb na podłożu wapiennym i krystalicznym w Tatrach na Wydziale Rolniczym UJ. W 1953 roku odbył roczny staż naukowy w Instytucie Rolniczo-Chemicznym Politechniki (ETH) w Zurychu, gdzie zajmował się glebowymi minerałami ilastymi. Na podstawie dorobku naukowego i dysertacji Studia nad frakcją ilastą kilku gleb podkrakowskich został w 1959 roku docentem. W 1967 otrzymał tytuł profesora nadzwyczajnego, a w 1974 roku profesora zwyczajnego.
Od 1960 do 1986 roku był kierownikiem Katedry Gleboznawstwa UJ, w okresie 1972–1980 wicedyrektorem Instytutu Gleboznawstwa, Chemii Rolnej i Mikrobiologii, następnie od 1960 do 1962 roku prodziekanem Wydziału Rolniczego oraz od 1981 do 1983 roku dziekanem tego Wydziału. W okresie 1985/86 był także przedstawicielem krakowskiej Akademii Rolniczej w Radzie Głównej przy Ministrze Nauki i Szkolnictwa Wyższego. Był wieloletnim (od 1946 roku) członkiem Polskiego Towarzystwa Gleboznawczego (PTG). Sprawował w nim funkcję przewodniczącego Oddziału Krakowskiego (1964–1991) i przewodniczącego Komisji Mineralogii Gleby (1964–1975). Pracował w Komitecie Redakcyjnym „Roczników Gleboznawczych”. Był także członkiem Międzynarodowego Towarzystwa Gleboznawczego, należał do Polskiego Towarzystwa Mineralogicznego, Komisji Nauk Rolniczych i Leśnych i Komisji Ochrony Zdrowia Społecznego Krakowskiego Oddziału PAN.
Opublikował ponad sto oryginalnych prac naukowych, pięć opracowań książkowych oraz kilkadziesiąt artykułów i recenzji. Na szczególną uwagę zasługuje pięciojęzyczny słownik gleboznawczy oraz francusko-polski słownik rolniczy. Władał językami: francuskim, angielskim i niemieckim. Był również tłumaczem prac naukowych o różnorodnej tematyce, członkiem kolegiów redakcyjnych wielu czasopism i wydawnictw książkowych. Tomasz Komornicki był opiekunem kilkudziesięciu prac magisterskich i promotorem ośmiu prac doktorskich.
Był ojcem Jana, Stanisława i Piotra.
Zmarł w Krakowie, pochowany w rodzinnym grobowcu na cmentarzu w Rząsce k. Krakowa.

## Wybór publikacji
- (pod ps. Didymus Camerarius): Dwa nowe podgatunki cepra w Tatrach oraz wiadomość o wyróżnieniu trzeciego. Kraków 1950.
- Cztery profile gleb na podłożu wapiennym i krystalicznym w Tatrach. Polska Akademia Umiejętności, Kraków 1952.
- z Haliną Jurkowską, Tadeuszem Lityńskim: Dzieje studiów rolniczych w Krakowie 1890–1962. Wyższa Szkoła Rolnicza w Krakowie, Kraków 1965.
- Pięciojęzyczny słownik gleboznawczy. Polskie Towarzystwo Gleboznawcze. Państwowe Wydawnictwo Naukowe, Warszawa 1976.
- Bibliografia zawartości Roczników Gleboznawczych za lata 1971–1980.
- Dzieje Katedry Gleboznawstwa Uniwersytetu Jagiellońskiego i Wyższej Szkoły Rolniczej w latach 1924–1960. [w:] Zeszyty Naukowe AR w Krakowie 217. Historia Rolnictwa 8 (1987), s. 163–187.
- Mapa gleb. Atlas województwa tarnowskiego. Polska Akademia Nauk, Kraków 1988.

## Ordery i odznaczenia[2]
- Krzyż Kawalerski Orderu Odrodzenia Polski
- Medal 10-lecia Polski Ludowej (15 stycznia 1955)[4]
- Medal Komisji Edukacji Narodowej
- Złota Odznaka Polskiego Towarzystwa Gleboznawczego
- Złota Odznaka Akademii Rolniczej w Krakowie

## Nagrody
- Nagroda Ministra Nauki i Szkolnictwa Wyższego (trzykrotnie)[2]
- Medal im. Michała Oczapowskiego